# Заниц
Заниц (њем. Sanitz) општина је у њемачкој савезној држави Мекленбург-Западна Померанија. Једно је од 59 општинских средишта округа Бад Доберан. Према процјени из 2010. у општини је живјело 5.831 становника. Посједује регионалну шифру (AGS) 13051068.

## Географски и демографски подаци
Заниц се налази у савезној држави Мекленбург-Западна Померанија у округу Бад Доберан. Општина се налази на надморској висини од 45 метара. Површина општине износи 82,4 km². У самом мјесту је, према процјени из 2010. године, живјело 5.831 становника. Просјечна густина становништва износи 71 становника/km².